# Radicaal 47
Van de in totaal 214 Kangxi-radicalen heeft radicaal 47 de betekenis rivier. Het is een van de eenendertig radicalen die bestaat uit drie strepen.
In het Kangxi-woordenboek zijn er 26 karakters die dit radicaal gebruiken.

## Karakters met het radicaal 47

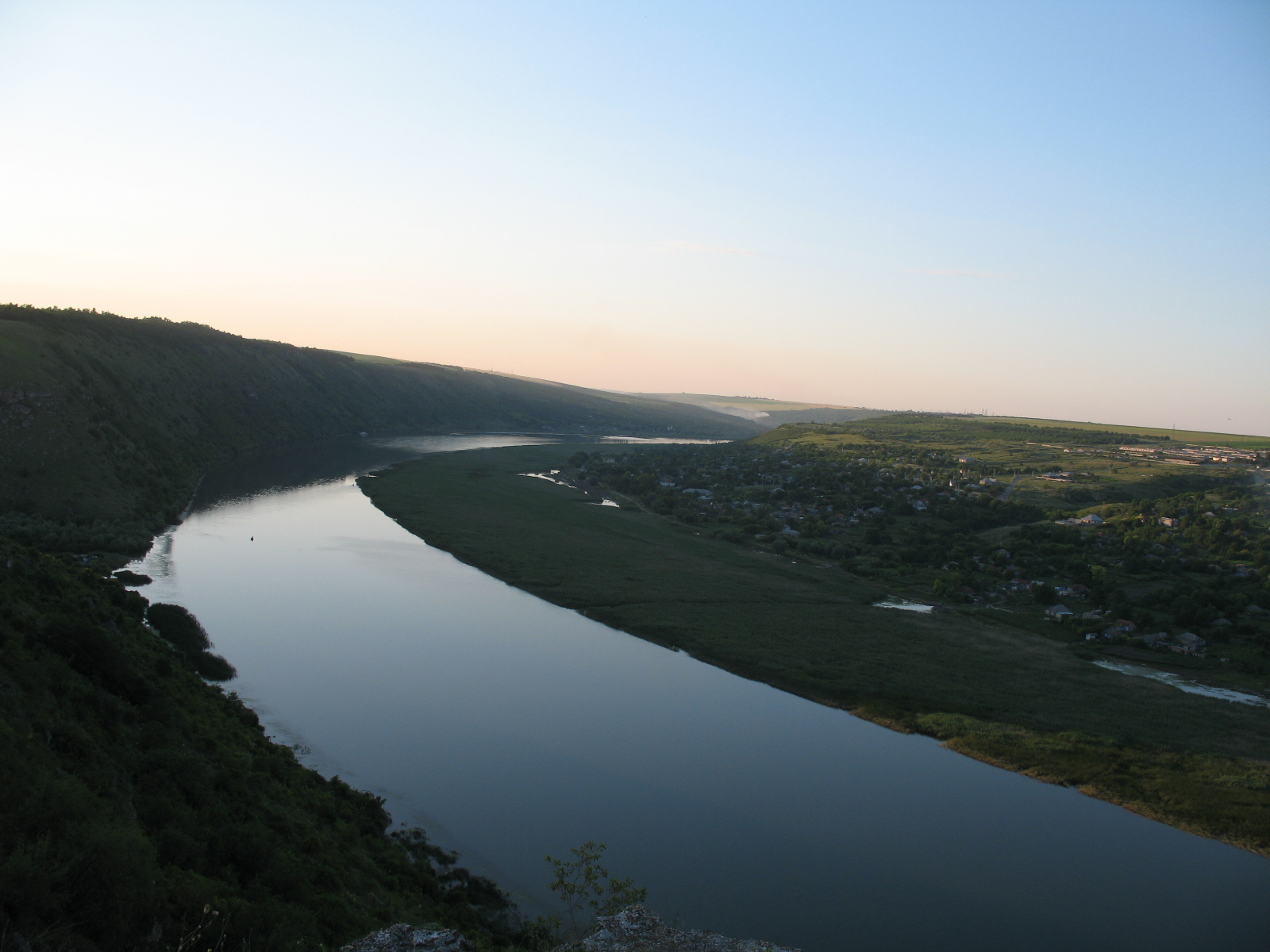
Dniesterrivier nabij Ţipova.

| Strepen | Karakter          |
| ------- | ----------------- |
| + 0     | 巛 巜 川          |
| + 3     | 州 巟 巠 巡       |
| + 4     | 尾 尿 局 屁 层 屃 |
| + 8     | 巢 巣             |
| + 12    | 巤                |

Orakelbotkarakter
Bronskarakter
Groot zegelkarakter
Klein zegelkarakter